# 가나-나이지리아 관계
가나-나이지리아 관계는 가나와 나이지리아 간의 양자 외교 관계이다.
가나와 나이지리아는 모두 영연방의 공화국이다.

## 식민지 시대
식민지 시대는 나이지리아와 가나 양국 간의 관계를 증진시켰다. 두 나라는 모두 대영 제국의 지배를 받았으며, 이 식민 지배는 공용어가 없는 양국에 의사소통의 수단을 제공하였다. 또한 이 시기는 일부 나이지리아인의 가나 이주를 동반하였다. 식민지 시대 동안, 나이지리아 하우사인의 후손들이 골드코스트 (현재의 가나)로 이주하여 영국 국기 아래 전투에 참여하였는데, 이는 서아프리카에서 영국의 지배에 끝까지 저항하던 아샨티 제국을 무너뜨리기 위한 시도였다. 이들은 글로버 하우사로 불렸으며, 골드코스트 식민지 군대의 기초 형성에 기여하였다.

## 식민지 이후
1957년 가나가 이 지역에서 최초로 독립한 국가가 된 이후, 많은 나이지리아인이 가나로 이주하기 시작하였다. 반면, 1970년대 후반에는 경제적 이유로 많은 가나인이 나이지리아로 이주하였다. 그러나 여러 이유로 인해 양국 관계는 악화되었다. 이에 따라, 가나의 전 총리 코피 아브레파 부시아 정권 하에서 외국인 준수 명령이 발효되었고, 불법 체류 외국인 인구의 상당 부분을 차지하던 나이지리아인을 포함한 이민자들이 가나에서 강제로 추방되었다. 당시 공식적인 추방 사유는 가나의 이민법을 준수하지 않았다는 것이었다.
1983년, 나이지리아는 이에 대한 보복 조치로 가나가 심각한 가뭄과 경제 위기에 직면해 있던 시기에 최대 100만 명에 달하는 가나인과 기타 아프리카계 이민자들을 강제 추방하였다. 이로 인해 양국 관계는 더욱 긴장되었다. 그러나 1988년 4월, 가나와 나이지리아 간에 협력 공동위원회가 설립되면서 관계 회복의 단초가 마련되었다. 1985년 8월, 피를 흘리지 않은 쿠데타를 통해 이브라힘 바방기다 소장이 나이지리아의 권력을 장악했고, 당시 가나의 지도자였던 제리 롤링스는 이 정권 교체를 계기로 나이지리아를 공식 방문하였다. 양국 정상은 서아프리카 지역의 평화와 번영, 양국 간 무역, 민주주의로의 이행 등을 주제로 폭넓은 논의를 가졌다. 이에 대한 답방으로 바방기다는 1989년 1월 초 가나를 공식 방문하였으며, 가나의 국가방향평의회(PNDC)는 이를 가나–나이지리아 관계의 중대한 전환점으로 평가하였다.
바방기다가 나이지리아의 민주주의 이행 과정에서 시작한 이후의 좌절은 분명히 아크라를 실망시켰다. 그럼에도 불구하고, 1993년 6월, 나이지리아 대통령 선거 결과를 바방기다가 무효화한 뒤 두 달 후 군과 대통령직에서 사임하면서 발생한 정치 위기는 ECOWAS의 가장 중요한 두 회원국인 가나와 나이지리아 사이의 기존의 밀접한 관계를 크게 바꾸지는 않았다. 1993년 11월, 사니 아바차 장군이 나이지리아의 새로운 국가원수로 권력을 장악한 이후에도, 나이지리아는 양국 및 서아프리카 전체에 영향을 미치는 경제적, 정치적, 안보적 문제에 대해 계속해서 가나와 협의하였다. 1994년 8월 초 가나 대통령 제리 롤링스가 ECOWAS 의장으로 취임한 이후, 다음 해 10월 말까지 가나 대통령은 나이지리아를 세 차례 방문하여 라이베리아의 평화 과정과 해당 국가의 민주주의 회복 조치에 대해 논의하였다.